# Încălzire, ventilație și aer condiționat

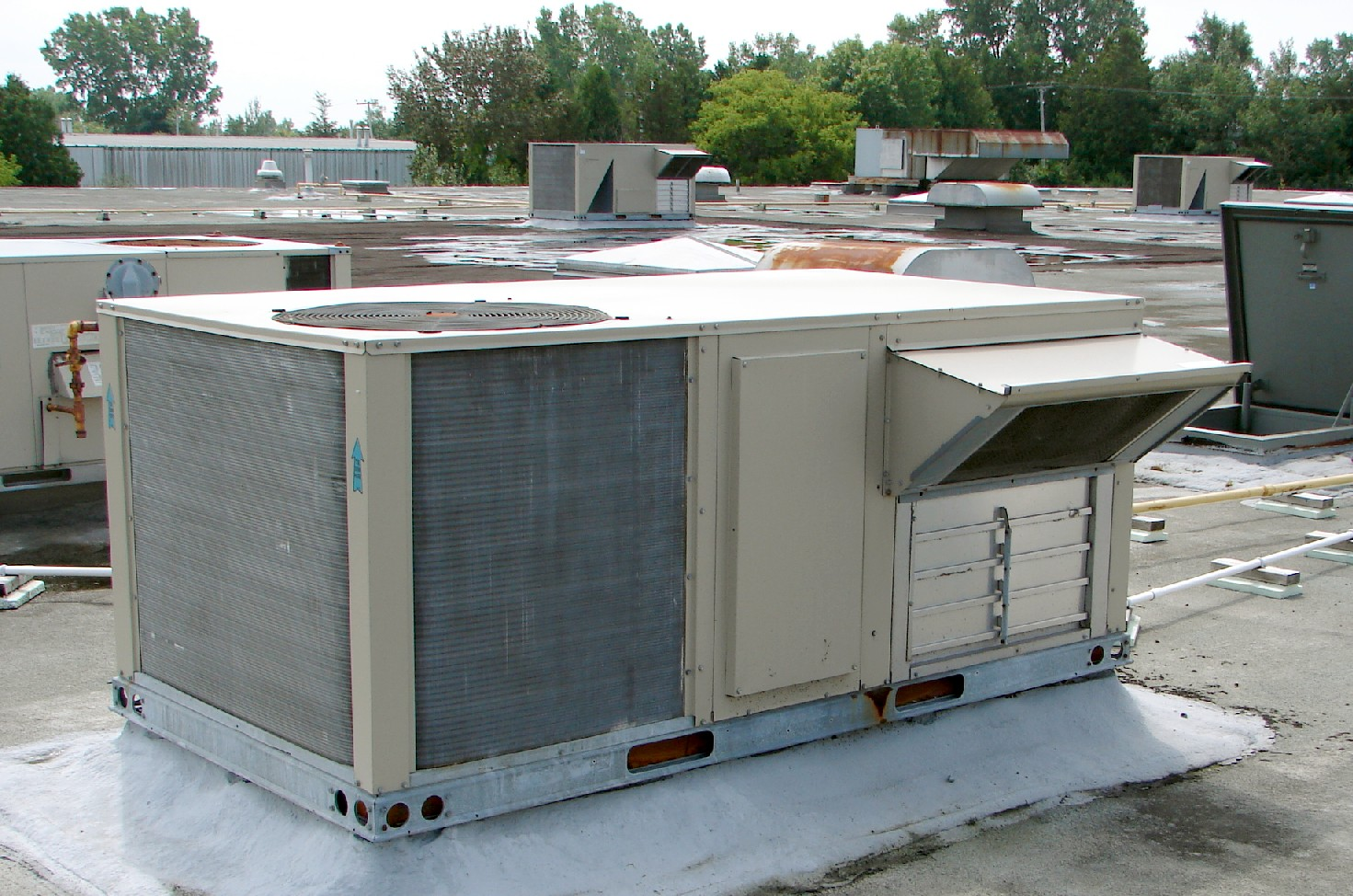
Unitate HVAC de pe acoperiș cu vedere la orificiul de admisie a aerului proaspăt

Încălzirea, ventilația și aerul condiționat (acronim:HVAC) reprezintă utilizarea diferitelor tehnologii pentru a controla temperatura, umiditatea și puritatea aerului într-un spațiu închis. Scopul său este de a oferi confort termic și o calitate acceptabilă a aerului din interior. Proiectarea sistemelor HVAC este o disciplină a ingineriei mecanice, bazată pe principiile termodinamicii, mecanicii fluidelor și transferul de căldură.
Sistemele HVAC este o parte importantă a clădirior rezidențiale, cum ar fi case unifamiliale, blocuri cu apartamente, hoteluri și cămine de locuit pentru bătrâni; clădiri industriale și de birouri de la medii până la mari, cum ar fi zgârie-nori și spitale; vehicule precum mașini, trenuri, avioane, nave și submarine; și în mediile marine, 
unde condițiile de siguranță și sănătate ale clădirilor sunt reglementate în ceea ce privește temperatura și umiditatea, folosind aer proaspăt din exterior.

## Prezentare generală
Cele trei funcții majore de încălzire, ventilație și aer condiționat sunt interdependente, în special cu necesitatea de a oferi confort termic și o calitate acceptabilă a aerului din interior cu costuri rezonabile de instalare, operare și întreținere. Sistemele HVAC pot fi utilizate atât în medii casnice, cât și comerciale. Sistemele HVAC pot asigura ventilație și pot menține relațiile de presiune între spații. Mijloacele de livrare și evacuare a aerului din spații sunt cunoscute sub denumirea de distribuție a aerului din încăpere. 
Istoric
HVAC se bazează pe invenții și descoperiri făcute de Nikolay Lvov, Michael Faraday, Rolla C. Carpenter, Willis Carrier, Edwin Ruud, Reuben Trane, James Prescott Joule, William Rankine, Sadi Carnot, Alice Parker și mulți alții. 
Mai multe invenții din acest interval de timp au precedat începuturile primului sistem de aer condiționat de confort, care a fost proiectat în 1902 de Alfred Wolff(Cooper, 2003) pentru Bursa de Valori din New York, în timp ce Willis Carrier a echipat Sacketts-Wilhems Printing Company cu acest proces. Unitate AC în același an Coyne College a fost prima școală care a oferit pregătire HVAC în 1899. Primul AC rezidențial a fost instalat în 1914, iar în anii 1950 a existat „adoptarea pe scară largă a AC rezidențial”. 
Invenția componentelor sistemelor HVAC a mers mână în mână cu revoluția industrială, iar noi metode de modernizare, eficiență mai mare și control al sistemului sunt introduse constant de companii și inventatori din întreaga lume.

## Obiective
Scopul unui sistem HVAC este de a oferi utilizatorilor condiții de sănătate și siguranță care să respecte reglementările în vigoare, precum și un anumit nivel de confort.
Științele și tehnicile utilizate pentru proiectarea și construcția unui sistem HVAC fac posibilă controlul într-o clădire:
- nivelul de igienă (CO2, poluanți, particule, mirosuri, etc.);
- nivelul de siguranță (clapete antifoc în conductele de ventilație, evacuarea fumului, etc.);
- temperatura mediului ambiant (iarna si vara);
- higrometria (umiditatea aerului);
- presiune(de exemplu, funcționare la suprapresiune în industria alimentară și la depresiune în industria nucleară);
- reînnoirea aerului într-un loc închis.